# آرا (آراغاتسوتن)
مدينة آرا (بالإنجليزية: Ara)‏ هي إحدى المدن التابعة لمقاطعة آراغاتسوتن في أرمينيا. يقدر عدد سكانها بـ 658 نسمة حسب الإحصاء الذي جرى عام 2011.